# Lymm

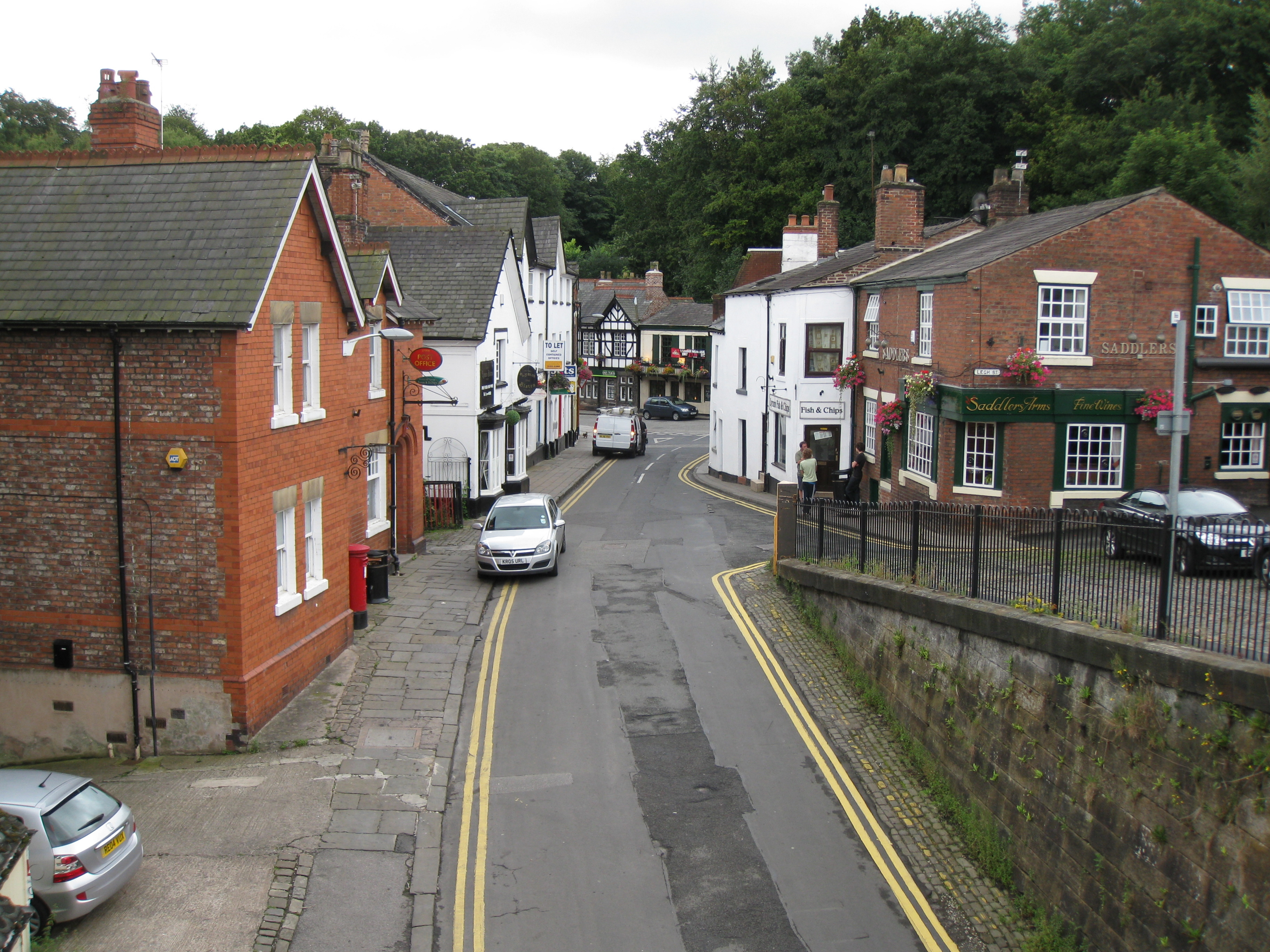
Die Bridgewater Street in Lymm

Lymm ist eine Gemeinde (civil parish) im Osten der englischen Unitary Authority Warrington in der Region North West England. Im Jahr 2022 zählte sie 12.664 Einwohner.

## Persönlichkeiten
- Elizabeth Pulman (1836–1900), Fotografin
- Ruth Lea (* 1947), Ökonomin und Finanzjournalistin
- Matthew Gibson (* 1996), Radsportler